# Bảo tàng Quốc gia Campuchia

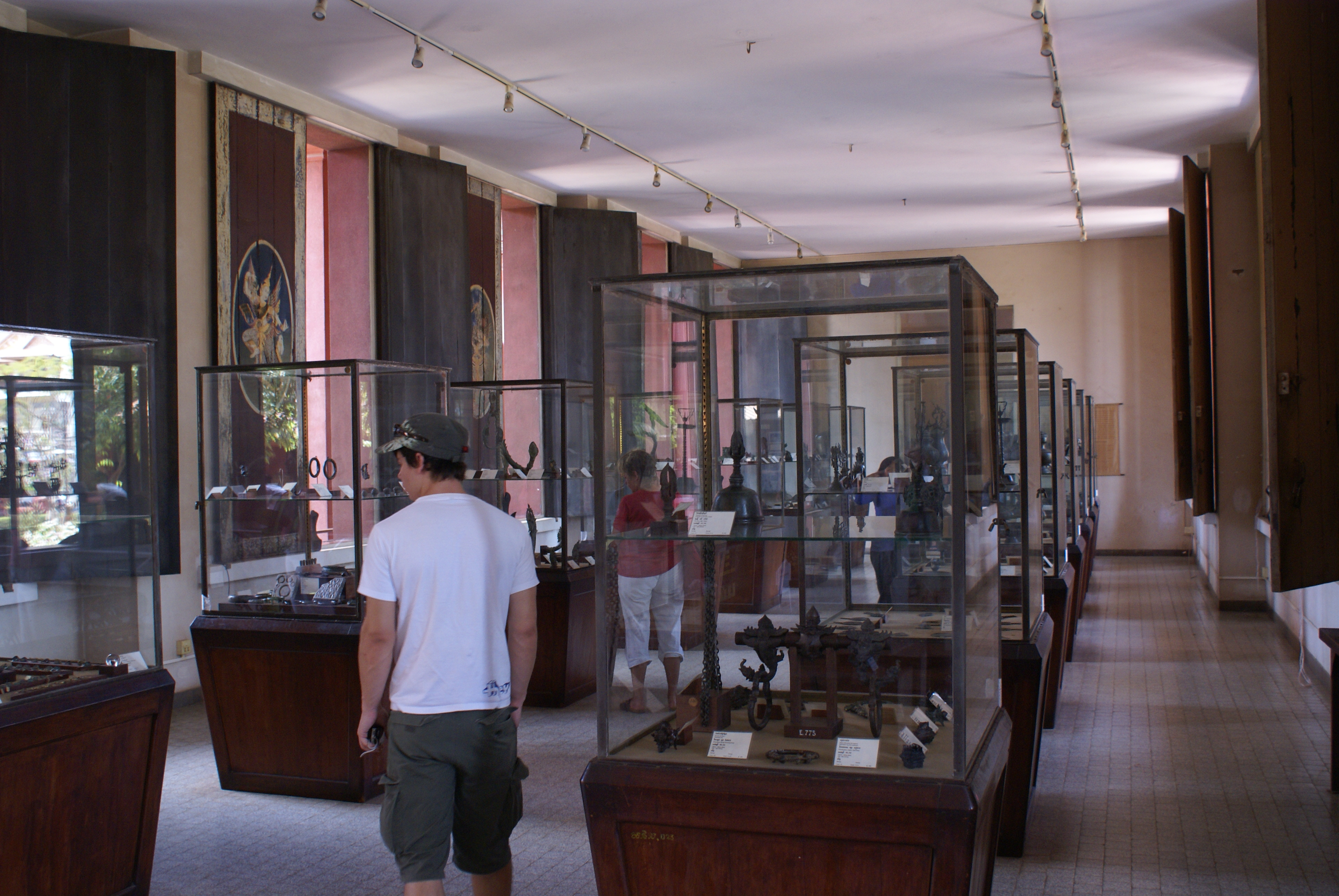
Bảo tàng quốc gia, Phnom Penh

Bảo tàng quốc gia ở Phnôm Pênh, thủ đô của Campuchia, là bảo tàng khảo cổ và văn hoá, lịch sử hàng đầu của Campuchia. Ở đây có các hiện vật là bộ sưu tập nghệ thuật Khmer lớn nhất thế giới dù cho trung tâm lịch sử của Khmer có xu hướng bị che khuất bởi quần thể Angkor và các bảo tàng liên quan ở Xiêm Riệp. Bảo tàng được xây năm 1917-1920 bởi chính quyền thực dân Pháp theo phong cách kiến trúc Khmer với ảnh hưởng của kiến trúc Pháp. Bảo tàng quốc gia Campuchia được George Groslier và École des Arts Cambodgiens thiết kế, xây dựng vào năm 1917 theo phong cách truyền thống Khmer và được nhà vua Sisowat khánh thành vào năm 1920.Bảo tàng này là nơi trưng bày những bộ sưu tập, những đồ khảo cố học, tôn giáo và nghệ thuật lớn nhất thế giới của Khmer cổ từ thế kỷ 4 đến thế kỷ 13. Bảo tàng quốc gia Campuchia là một những kiến trúc lịch sử xuất hiện trên bộ tem phát hành chung tại 10 quốc gia thuộc khối ASEAN, có chủ đề "Kiến trúc cổ kính và hiện đại" để kỷ niệm 40 năm ngày thành lập Hiệp hội các nước Đông Nam Á (ASEAN) (1967 – 2007).